# Clément Champoussin
Clément Champoussin, né le 29 mai 1998 à Nice, est un coureur cycliste français.

## Biographie

### Débuts cyclistes et carrière chez les amateurs
Après avoir pratiqué le tennis, Clément Champoussin commence le cyclisme vers l'âge de 12 ans au club de VTT de Blausasc.
Champion de France juniors en VTT, il se tourne ensuite vers le cyclisme sur route en 2017 avec l'équipe Chambéry Cyclisme Formation. En 2018, il participe au Tour de l'Avenir où il termine cinquième, et quatrième en 2019. En septembre, il remporte le Tour du Frioul-Vénétie julienne et termine deuxième du Tour de Lombardie Espoirs avec l'équipe Chambéry, puis il intègre en tant que stagiaire l'équipe AG2R La Mondiale avec laquelle il participe à quelques courses de l'UCI Europe Tour en octobre, terminant notamment neuvième du Tour du Piémont, remporté par Egan Bernal.

### Carrière professionnelle

#### Débuts chez AG2R La Mondiale (2020-2022)
En avril 2020, il rejoint l'équipe World Tour AG2R La Mondiale. À cause de la pandémie de Covid-19, il n'épingle son premier dossard au sein du peloton professionnel que le 7 août sur le Tour de l'Ain. Treizième de la première étape, il abandonne deux jours plus tard, victime des fortes chaleurs. Le 15 août, il est aligné sur le Tour de Lombardie (abandon). Il se distingue en septembre sur le Tour de Luxembourg, 6e de la dernière étape et 8e du classement général. Il poursuit ensuite sa découverte des classiques, aligné sur la Flèche wallonne (24e) et Liège-Bastogne-Liège (113e). Il prend le départ de son premier Grand Tour en octobre, sur le Tour d'Espagne. Lors de la troisième et de la huitième étape, il accompagne le peloton des favoris pour décrocher deux dixièmes places.
En février 2021, il lance sa première saison pleine en tant que professionnel sur le Tour des Alpes-Maritimes et du Var, qu'il conclut à la 11e place. Le 27 février, lors de la Classic de l'Ardèche, il est battu au sprint final par David Gaudu avec lequel il s'était échappé dans la dernière difficulté de l'épreuve, en réussissant du même coup à se détacher de Hugh Carthy. Il termine 4e du Trofeo Laigueglia puis 41e du Tour de Romandie. Il participe ensuite à son premier Tour d'Italie mais abandonne lors de la 9e étape, étant pris de vomissements. Le 4 septembre, sur la Vuelta, il gagne la 20e étape en Galice, quelques secondes devant Primož Roglič, Adam Yates et Enric Mas.
Sa saison 2022 est perturbée par un test positif au SARS-CoV-2 qui l'empêche de participer au Tour des Alpes-Maritimes et du Var en février. Il doit renoncer ensuite à terminer Paris-Nice en raison d'une maladie et à courir le Tour du Pays basque à cause de problèmes familiaux. Il obtient néanmoins des tops 10 sur la Classic de l'Ardèche, le Trofeo Laigueglia, le Grand Prix Miguel Indurain, la Classic Grand Besançon Doubs et le Tour du Jura. Le 20 avril, une chute le contraint à abandonner lors de la troisième étape du Tour des Alpes. Il subit à cette occasion une fracture de l'extrémité inférieure du radius droit.

#### Passage chez Arkéa-Samsic (2023-2024)
Clément Champoussin s'engage avec Arkéa-Samsic en 2023 pour trois saisons. Après avoir effectué son premier Tour de France, le 20 août, il gagne la 4e et dernière étape de l'Arctic Race of Norway ainsi que le classement par points de cette course. 
En 2023, après avoir fait quelques podiums de course en fin de saison, il remporte le 11 septembre le Tour de Toscane. La semaine suivante, il se classe troisième du Grand Prix de Wallonie.

#### Avec XDS Astana (depuis 2025)
En octobre 2024, l'équipe XDS Astana annonce l'arrivée du Français pour deux saisons. Il réalise un très bon début de saison avec un podium sur le Grand Prix Castellón le 25 janvier pour sa course de reprise, une septième place le lendemain sur la Grand Prix de Valence, une quatrième place sur le Tour de Murcie puis une septième place sur la Classic Var, remportée par son co-équipier Christian Scaroni. Sur les Boucles Drôme-Ardèche début mars, il se classe quatrième et septième, avant de terminer septième de Paris-Nice et une deuxième place à La Côte-Saint-André, derrière son jeune compatriote Lenny Martinez. Quelques semaines plus tard, il termine dixième du Tour du Pays basque.

## Palmarès sur route

### Palmarès amateur
- 2016
  - 1re étape du Tour PACA juniors
  - 1re étape du Prix de la ville d'Aubenas
- 2018
  - Grand Prix Hyper U
  - 2e de la Ruota d'Oro
  - 2e du Tour de Lombardie Espoirs
  - 3e du Trofeo Gianfranco Bianchin
- 2019
  - 1re étape de l'Orlen Nations Grand Prix (contre-la-montre par équipes)
  - Tour du Frioul-Vénétie Julienne :
    - Classement général
    - 1re (contre-la-montre par équipes) et 4e étapes

  - Transversale des As de l'Ain
  - Cirié-Pian della Mussa
  - 2e du Tour de Lombardie Espoirs
  - 3e du Ronde de l'Isard
  - 3e du Grand Prix Priessnitz spa
  - 4e du Tour de l'Avenir

### Palmarès professionnel
- 2021
  - 20e étape du Tour d'Espagne
  - 2e de la Classic de l'Ardèche
- 2023
  - 4e étape de l'Arctic Race of Norway
- 2024
  - Tour de Toscane
  - 2e de l'Arctic Race of Norway
  - 2e du Circuit de Getxo
  - 3e du Grand Prix de Wallonie
- 2025
  - 3e du Grand Prix Castellón
  - 7e de Paris-Nice
  - 10e du Tour du Pays basque
  - 10e du Tour de Suisse

### Résultats sur les grands tours

#### Tour de France
3 participations
- 2023 : 51e
- 2024 : 101e
- 2025 : 85e

#### Tour d'Italie
1 participation
- 2021 : abandon (9e étape)

#### Tour d'Espagne
3 participations
- 2020 : 31e
- 2021 : 16e, vainqueur de la 20e étape
- 2022 : 32e

### Classiques
Ce tableau représente les résultats de Clément Champoussin sur les classiques auxquelles il a déjà participé au moins une fois.
| Année | Flèche wallonne | Liège- Bastogne-Liège | Amstel Gold Race | Tour de Lombardie |
| ----- | --------------- | --------------------- | ---------------- | ----------------- |
| 2020  | 24e             | 113e                  | -                | Abandon           |
| 2021  | 45e             | -                     | -                | 62e               |
| 2022  | -               | -                     | -                | 73e               |
| 2023  | 69e             | -                     | Abandon          |                   |

### Classements mondiaux
| Année                                 | 2017  | 2018 | 2019 | 2020 | 2021 | 2022 | 2023 | 2024 |
| ------------------------------------- | ----- | ---- | ---- | ---- | ---- | ---- | ---- | ---- |
| Classement mondial                    | 2617e | 586e | 285e | 441e | 122e | 227e | 203e | 147e |
| UCI Europe Tour                       | 1744e | 426e | 232e | 362e | 104e | 186e | nc   | 119e |
|                                       |       |      |      |      |      |      |      |      |
| Légende : nc = non classéSource : UCI |       |      |      |      |      |      |      |      |

## Palmarès en VTT
- 2016
  -  Champion de France de cross-country juniors

## Distinctions
- Vélo d'or espoirs : 2018 et 2019